# The Famine
The Famine è un cortometraggio muto del 1915 diretto da George Osborne.

## Produzione
Il film fu prodotto dalla Kay-Bee Pictures.

## Distribuzione
Distribuito dalla Mutual, il film - un cortometraggio in una bobina - uscì nelle sale statunitensi il 29 gennaio 1915.